# Rochelle Aytes
Rochelle Aytes (New York, 17 mei 1976) is een Amerikaans actrice.

## Biografie
Aytes doorliep de high school aan de Fiorello H. LaGuardia High School in Manhattan (New York), en haalde haar bachelor of arts in schone kunsten aan de Staatsuniversiteit van New York in Westchester County.
Aytes begon in 2003 met acteren in de televisieserie Sex and the City, waarna zij nog meerdere rollen speelde in televisieseries en films.

## Filmografie

### Films
Uitgezonderd korte films.
- 2021 All the Men in My Life - als Tish Helms
- 2021 Redemption in Cherry Springs - als Melanie Abrams
- 2020 A Christmas Tree Grows in Colorado - als Erin Chambers
- 2020 Magic Camp - als moeder van Theo
- 2019 The Lost Boys - als Jackie
- 2017 Doomsday - als Elle
- 2015 My Favorite Five - als Hailey Colburn
- 2013 Stupid Hype – als Tina
- 2013 CrazySexyCool: The TLC Story – als Pebbles
- 2011 The Inheritance – als Lily
- 2009 Mistresses – als April
- 2007 Trick 'r Treat – als Maria
- 2006 Madea's Family Reunion – als Lisa
- 2006 13 Graves – als Karen
- 2004 White Chicks – als Denise Porter

### Televisieseries
Uitgezonderd eenmalige gastrollen.
- 2024-2025 Watson - als dr. Mary Morstan - 13 afl.
- 2019-2024 S.W.A.T. - als Nichelle - 55 afl.
- 2022 Monarch  - als Mackenzie - 2 afl.
- 2019 The Purge - als Michelle Moore - 10 afl.
- 2018-2019 Hawaii Five-0 - als Greer - 4 afl.
- 2017-2018 Designated Survivor - als senator Cowling - 3 afl.
- 2013-2016 Misteresses – als April Malloy – 52 afl.
- 2013-2016 Criminal Minds – als Savannah Hayes – 10 afl.
- 2012-2013 Work It – als Vanessa Warner – 13 afl.
- 2011 Desperate Housewives – als Amber James – 3 afl.
- 2010-2011 Detroit 1-8-7 – als Alice Williams – 5 afl.
- 2010 Dark Blue – als Eva – 2 afl.
- 2009-2010 The Forgotten – als Grace Russell – 17 afl.
- 2008 Dirt – als Jasmine Ford – 2 afl.
- 2007 Drive – als Leigh Barnthouse – 7 afl.

- International Standard Name Identifier: 0000 0000 4845 466X
- Library of Congress Control Number: no2007151191
- MusicBrainz: 0b1356cc-3097-4fdc-878a-83a61665c9fa
- Virtual International Authority File: 21937609
- WorldCat: E39PBJqVYJ4rpm3VrHDDpDdRKd